# С тобой и без тебя (фильм, 1973)
«С тобо́й и без тебя́» — первый полнометражный фильм Родиона Нахапетова, снятый в 1973 году по мотивам повести Михаила Жестева «Степанида Базырина». В дебютной ленте режиссёра, по мнению киноведов, была заложена основа его творческого почерка.
В 1976 году картина была удостоена премии «Золотая Фемина» на кинофестивале в Брюсселе. Марина Неёлова, сыгравшая в фильме главную роль, получила за неё свою первую награду — приз зрительского жюри на всемирном кинофоруме в Белграде.

## Сюжет
Деревенская девушка Стеша (Марина Неёлова) живёт легко и безмятежно. У неё есть любящая мать (Майя Булгакова) и жених Иван Суханов (Станислав Бородокин) — активист сельскохозяйственной артели. Правда, погулять по селу вдвоём влюблённым удаётся нечасто: Иван постоянно занят общественными делами. Эта загруженность работой мешает молодому человеку увидеть, какие пылкие взгляды бросает на Стешу житель дальнего хутора Фёдор Базырин (Юозас Будрайтис).
Однажды Фёдор устраивает похищение чужой невесты: бросает девушку в телегу и, не обращая внимания на её крики и протесты, привозит в собственный дом. Разъярённая Стеша сначала устраивает разгром в «волчьем логове» хуторянина, бьёт горшки и посуду; затем, забившись в угол, всю ночь слушает его признания. Утром, когда до хутора добирается Иван, сопровождаемый милицией, девушка выходит на крыльцо и объявляет, что отныне она не Стеша, а Степанида Базырина.
Вскоре Фёдор отправляется на базар. Удачно распродав товар, он идёт по торговым рядам, выбирая подарки для любимой. Вернувшись домой, вынимает из большой коробки наряды — платья, туфли, платки. Стеша растрогана: никто и никогда не баловал её так, как этот суровый немногословный мужчина. Желая похвастаться обновками перед подружками, девушка отправляется в родную деревню. Встретив Ивана, который не может примириться с уходом невесты, она объясняет, что отныне будет жить своей жизнью.
Жизнь на хуторе вмещает многое: осенью и зимой Стеша, чувствуя себя отрезанной от мира, подолгу смотрит в окно; летом она с удовольствием управляется с хозяйственными делами. Единственное, что тревожит её и мужа, — постоянно долетающие до них слухи о том, что если семья не запишется в колхоз, то Фёдора отправят на высылку.
Однажды к ним приходит официальное приглашение явиться на заседание артели. Стеша сама идёт в деревню. На заседании происходит её очередная встреча с Иваном. Услышав от Суханова, что Фёдор слишком крепко зацепился за свой хутор, девушка заявляет, что она, побатрачив в былые времена, отныне хочет чувствовать себя настоящей хозяйкой. Однако спокойной жизни Фёдор уже не ждёт: он уносит со двора утварь, укрывает в лесу домашний скот. После одной из ссор Стеша собирает свои вещи и возвращается в деревню. Базырин, которому воспоминания о недолгом семейном счастье не дают покоя, оставляет дом и отправляется следом за женой.

## В ролях
| Актёр               | Роль          |
| ------------------- | ------------- |
| Марина Неёлова      | Стеша         |
| Юозас Будрайтис     | Фёдор Базырин |
| Станислав Бородокин | Иван Суханов  |
| Майя Булгакова      | мать Стеши    |
| Владимир Зельдин    | отец Фёдора   |
| Виктор Косых        | Гришка        |
| Николай Пастухов    | Роман         |
| Валентин Зубков     | следователь   |
| Иван Косых          | эпизод        |

## Создатели фильма
- Родион Нахапетов — режиссёр
- Александр Попов, Михаил Жестев — сценарий
- Сергей Зайцев — оператор
- Иван Пластинкин — художник
- Богдан Троцюк — композитор
- Вениамин Киршенбаум — звукорежиссёр

## История создания
В начале 1970-х годов молодому выпускнику ВГИКа Родиону Нахапетову предложили снять на «Мосфильме» картину по повести Михаила Жестева «Степанида Базырина». «Социальная драма о коллективизации» показалась начинающему режиссёру бесконечно далёкой от его жизненных интересов. Поэтому, прочитав сценарий, он решил сместить акценты и создать на экране историю любви:
Я давно уже задумывался над тем, что случается, когда любовь связывает различных людей: богатого с бедной, старого с молодой, урода с красавицей и т. д.
Прежде всего Нахапетов перенёс действие с северных широт в среднерусскую полосу, летние пейзажи которой добавляли ленте поэзии. Следующий шаг, связанный с выбором актёров, удивил многих. На роль хуторянина Фёдора режиссёр пригласил Юозаса Будрайтиса, а роль деревенской девушки Стеши предложил Марине Неёловой. Когда руководитель художественного объединения Юлий Райзман увидел кинопробы, то попросил снять Неёлову с роли: Степанида, согласно сюжету, представляла собой тип кустодиевской женщины, и хрупкая актриса не вписывалась в каноны «деревенской красоты». Нахапетов от замены отказался. Позже, когда лента была готова, Райзман признал правоту молодого коллеги.
Как вспоминал впоследствии Нахапетов, для него во время съёмок была очень важна импровизация, поэтому, работая с актёрами, он «часто продлевал кадр с тем, чтобы выудить нечто неожиданное, незапрограммированное, свежее».

## Отзывы
Одна из первых подробных рецензий на только что вышедшую картину была опубликована в журнале «Искусство кино» (1974, № 12). Литературовед Лев Аннинский в своей статье назвал фильм «прелюбопытнейшим». Критик отметил «осязаемость» фактуры, редчайшую — на фоне строго реалистичного кино тех лет — лиричность и праздничность «сельской типологии».
Любовь более не символический «Сим-сим», перед которым падают стены, не та последняя мера цельности, которая сильнее любых обстоятельств, нет, любовь формируется в фильме Р. Нахапетова на наших глазах в  з а в и с и м о с т и  от обстоятельств. И обстоятельства умыкания <…> теперь как бы агенты, помогающие чувству определиться, выявиться, осознать себя.
Завершалась рецензия упрёком режиссёру, для которого социальные потрясения начала 1930-х годов стали просто «фоном»: «Оказывается, можно и историю спустить до уровня мелодрамы».
Спустя годы кинокритик Сергей Кудрявцев назвал упрёк Аннинского «напрасным». По мнению Кудрявцева, режиссёр ставил перед собой другую задачу: он хотел рассказать о «невозможность для человека жить в стороне от других людей». Отдельно была отмечена работа Марины Неёловой, которая сыграла деревенскую девушку органично и убедительно. В финале ленты, когда Стеша прощается с мужем, подспудно догадываясь, что он пойдёт следом, Кудрявцев увидел определённую закольцованность сюжета: «теперь уже Фёдор оказался „похищенным“ — во имя любви, собственной души».

## Награды и фестивали
- 1973 — Международный кинофестиваль в Сан-Франциско
- 1975 — Всемирный кинофорум в Белграде (Марина Неёлова — приз зрительского жюри)
- 1976 — Кинофестиваль в Брюсселе (премия «Золотая Фемина»)

## Рецензии
- Аннинский Л. — Такая любовь // Искусство кино. — 1974. — № 12.
- Ганелина И. — Если двое любят // Советская культура, 30 июля 1974